# 위대한 개츠비 (2013년 영화)
《위대한 개츠비》(The Great Gatsby)는 2013년 개봉한 역사 로맨스 드라마 영화이다. F. 스콧 피츠제럴드의 동명의 소설을 원작으로 한다. 배즈 루어먼이 연출과 공동 각본을 맡았고, 리어나도 디캐프리오, 캐리 멀리건, 토비 맥과이어, 조엘 에저턴, 엘리자베스 데비키등 이 출연했다. 본 촬영은 1억 9천만 달러의 제작비를 들여, 2011년 오스트레일리아에서 이뤄졌다. 영화는 백만장자 제이 개츠비와 뉴욕주에서 광란의 20년대 정점의 시기에 개츠비와 맞닥드린 그의 이웃 닉 (맥과이어 분)의 인생과 시간에 따라 진행된다.
영화는 영화 속 연기, 사운드트랙, 시각 예술 부문, 연출에서 칭찬과 비판 양쪽 모두를 받으며, 비평가들로부터 상반된 평가를 받았다. 관객들에게서는 조금 더 긍정적인 평가였고, F. 스콧 피츠제럴드의 손녀는 "할아버지도 자랑스러워 했을것이다."라며 칭찬을 하였다. 2016년에 월드와이드로 3억 5천만 달러가 넘는 수익을 거두며 배즈 루어먼의 최대 수익 영화가 되었다. 제86회 아카데미 시상식에서 의상상과 미술상 두 개 부문 후보에 올라 수상을 했다.

## 줄거리
1929년, 제1차 세계 대전 참전 용사인 닉 캐러웨이는 정신병원에서 치료를 받으며 의사에게 제이 갯츠비라는 희망으로 가득했던 남자에 대한 이야기를 시작한다. 7년 전, 1922년 여름, 중서부에서 뉴욕으로 이사 온 닉은 롱아일랜드의 웨스트 에그라는 마을에서 작은 집을 빌린다. 그곳에서 그는 호화로운 파티를 자주 여는 수수께끼의 백만장자 갯츠비의 옆집에 살게 된다. 닉은 사촌인 데이지 뷰캐넌과 그녀의 남편 톰의 집에서 저녁 식사를 하던 중, 골프 선수인 조던 베이커를 소개받는다. 어느 날 밤, 닉은 갯츠비가 데이지의 집에서 나오는 녹색 불빛을 향해 손을 뻗는 모습을 본다.
톰은 닉을 '재의 계곡'이라는 산업 폐기물 처리장으로 데려가고, 그곳에서 정부인인 머틀 윌슨을 만난다. 닉은 갯츠비의 파티에 초대받아 그곳에서 조던과 함께 갯츠비를 만나게 된다. 갯츠비는 닉에게 자신이 옥스포드 대학 졸업생이자 부유한 집안 출신의 전쟁 영웅이라고 말한다. 갯츠비는 닉을 사업 파트너인 마이어 울프심에게 소개한다. 조던은 닉에게 갯츠비가 전쟁 전 데이지와 사랑에 빠졌으며, 그녀가 파티에 참석할지도 모른다는 희망으로 매일 밤 파티를 열고 있다고 말한다. 갯츠비는 닉에게 데이지를 차에 초대해달라고 부탁하고, 어색한 재회 후 갯츠비와 데이지는 사랑에 빠진다. 갯츠비는 데이지가 자신과 도망치기를 원하지만, 이혼 후 합법적으로 관계를 맺고 싶어한다. 그는 닉과 조던을 데이지의 집으로 가서 톰에게 데이지가 떠날 것이라고 말할 계획을 세운다.
하지만 톰은 갯츠비와 데이지의 관계를 의심하고, 모두 함께 플라자 호텔로 간다. 그곳에서 톰은 갯츠비가 옥스포드 대학을 나오지 않았고, 밀주 사업으로 돈을 벌었다고 폭로한다. 갯츠비와 데이지는 싸우고, 머틀은 남편 조지와의 싸움 끝에 도로로 뛰어나와 갯츠비의 차에 치여 사망한다. 톰은 조지에게 차가 갯츠비의 것이며, 그가 머틀의 정부였을 것이라고 거짓말한다. 닉은 데이지가 운전했다는 것을 알아채지만, 데이지는 톰에게 모든 것을 해결해달라고 부탁한다. 닉은 갯츠비에게 이 사실을 알리려 하지만, 갯츠비는 데이지가 자신과 함께 살기로 결정해야 한다고 주장한다.
갯츠비는 닉에게 자신의 본명이 제임스 갯츠이며, 가난하게 태어났다고 고백한다. 그는 전쟁 후 성공하면 데이지에게 돌아갈 계획이었지만, 그녀는 7개월 후 톰과 결혼했다. 다음 날, 닉은 직장에 복귀하고, 갯츠비는 수영장에서 데이지의 전화를 기다린다. 갯츠비는 데이지의 전화라고 생각한 전화에 답하지만, 앙심을 품은 조지에게 총에 맞아 사망한다. 조지는 갯츠비를 죽인 후 자살한다. 닉은 전화를 걸었던 사람이고, 갯츠비의 장례식에 참석하는 유일한 사람이다. 톰과 데이지는 뉴욕을 떠나고, 언론은 갯츠비를 부정적으로 보도한다. 닉은 도시에 환멸을 느끼고 갯츠비의 집에서 마지막으로 산책한 후 도시를 떠난다. 닉은 회상하며 갯츠비의 희망하는 능력에 대해 생각하고, 정신병원에서 회고록을 마무리하며 책의 제목을 '위대한 갯츠비'로 짓는다.

## 출연
- 레오나르도 디카프리오 - 제이 개츠비
- 토비 맥과이어 - 닉 캐러웨이
- 캐리 멀리건 - 데이지 뷰캐넌
- 에밀리 포먼(Emily Foreman) - 파멜라 "패미" 뷰캐넌
- 조엘 에저턴 - 톰 뷰캐넌
- 아일라 피셔 - 머틀 윌슨
- 제이슨 클라크 - 조지 윌슨
- 엘리자베스 데비키 - 조던 베이커
- 잭 톰슨 - 월터 퍼킨스 의사
- 애들레이드 클레먼스 - 캐서린
- 캘런 매콜리프 - 어린 시절 제이 개츠비
- 리처드 카터 - 헤르조그
- 맥스 컬런 - 트래비스 허드슨
- 헤더 미첼 - 데이지의 어머니
- 거스 머리(Gus Murray) - 테디 바튼
- 스티브 비슬리 - 댄 코디
- 빈스 콜로시모 - 미카엘리스
- 펠릭스 윌리엄슨 - 앙리
- 케이티 멀배니 - 매키 부인
- 이든 포크(Eden Falk) - 체스터 매키
- 닉 잰츠(Nick Jantz) - 로버트 스텔렌보스
- 이오타 - 트리말키오
- 브렌던 맥클린 - 에빙 클립스프링어
- 칼리아, 카리나 그레스카(Kahlia, Karinna Greksa) - 쌍둥이 자매

## 같이 보기
- 위대한 개츠비 (1974년 영화)